# Sfânta Agata
Sfânta Agata (n. 235, Catania, Sicilia, d. 251) a fost o martiră creștină, decedată conform legendei în timpul persecuției dispuse de împăratul Decius.

## Viața
Agata s-a născut la Catania, în Sicilia, și aici a suferit martiriul, probabil în cursul prigoanei din timpul împăratului Decius (249-251).
Conform izvoarelor istorice, Agata a fost cerută în căsătorie de consulul Quintian, dar ea l-a refuzat, fiindcă își dăruise viața slujirii lui Cristos. Consulul a tot insistat, văzând că nu are succes în propunerile sale, a recurs la amenințări, dar și acestea nu au convins-o pe Sfânta Agata să-și schimbe răspunsul. Atunci Consulul Quintian a dat-o pe mâna călăilor, supunând-o unor torturi groaznice, în cele din urmă, deoarece nu a răspuns dorințelor pretendentului, a fost aruncată pe cărbuni încinși.

## Cult
Cultul ei s-a răspândit încă din antichitate în întreaga Biserică și numele ei a fost introdus în Canonul Roman. Papa Simachus, în jurul anului 500, i-a închinat o biserică la Roma, pe Via Aurelia. Papa Grigore cel Mare i-a închinat o biserică ce fusese construită în cca. 460 de gotul Ricimer (care era arian), care se mai numește și azi Sant’Agata dei Goti⁠(en)[traduceți].